# Neomaenas ljungnerae
Neomaenas ljungnerae is een vlinder uit de onderfamilie Satyrinae van de familie Nymphalidae. De wetenschappelijke naam van de soort is voor het eerst geldig gepubliceerd in 1945 door Felix Bryk.